# Антверпенская марка

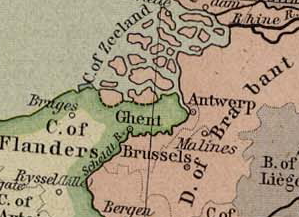
Антверпенская марка в 1477 году

Антверпенская марка — феодальное владение на части территории бывшей Токсандрии, располагавшееся к югу от реки Мааса и к востоку от реки Шельда, вблизи городов Антверпен и Бреда.

## Предыстория
В результате Мерсенского раздела королевства Лотарингии в 870 году, Токсандрия перешла к Карлу II. С IX века Токсандрия имела собственного графа, который (с точки зрения некоторых исследователей) правил и окрестностями Антверпена. В 995 году графом Тоскандрии стал епископ Утрехта.

## История
Часть авторов считает, что марка первоначально служила буфером для Священной Римской империи от Франции и от нападений норманнов.
Первое упоминание об Антверпене как графстве — устав императора Генриха II, датированный 1008 годом, который называет Гозело I (из рода верденских графов) маркграфом Антверпена. После того как он стал герцогом Лотарингии, маркграфство вплоть до 1076 года принадлежало этой семье (за исключением периода в 1045—1050 годах).
В 1076 году маркграфство перешло по наследству к Готфриду Бульонскому, ставшему герцогом Лотарингии лишь в 1087 году. После этого она первоначально перешло к Генриху Лимбургскому, а потом к Брабанту.

## В Новое время
В 1549 году император Карла V выделил Антверпенское маркграфство как одну из Семнадцати провинций, но позднее Антверпен снова стал частью герцогства Брабант.
После Восьмидесятилетней войны Бреда стала частью Республики Соединённых провинций, а Антверпен остался в составе Испанских Нидерландов.

## Список правителей

### Графы Токсандрии
- ок. 969 — 995 Ансфрид (945/950-1010) граф Тоскандрии, епископ Утрехта 995—1010

### Маркграфы Антверпена
- ок. 1008 — 1044 Гозело I (968/973 — 19 апреля 1044) маркграф Антверпена, герцог Нижней Лотарингии с 1023, герцог Верхней Лотарингии с 1033 года.
- 1044 — 1045 Годфрид II Бородатый (997/1020—30 декабря 1069) сын Гозело. Маркграф Антверпена 1044—1045, 1065—1069 герцог Верхней Лотарингии в 1044—1047 годах, и Нижней Лотарингии в 1065—1069 годах, регент маркграфства Тосканы в 1054—1069 годах, герцог Сполето с 1057 года
- 1045 — 1049 Бодуэн VI Монс (Миролюбивый) (около 1030 — 17 июля 1070) маркграф Антверпена в 1044—1049, граф Эно с 1051 года, граф Фландрии с 1067 года.
- 1049 — 1065 Фридрих II Люксембургский
- 1065 — 1069 Годфрид II Бородатый
- 1069 — 1076 Годфрид (Жоффруа) Горбатый (ок. 1025/1040 — 27 февраля 1076) сын Готфрида II Бородатого. Герцог Нижней Лотарингии и Сполето, маркграф Тосканы, граф Вердена и маркграф Антверпена с 1069.
- 1076 — 1099 Готфрид Бульонский (ок. 1060 — 18 июля 1100) внук Годфрида (Жоффруа) Горбатого. Маркграф Антвернена, граф Бульонский 1076—1096, герцог Нижней Лотарингии 1087—1096, правитель Иерусалима 1099—1100.
- 1101 — 1106 Генрих I Лимбургский
- 1106 — 1139 Готфрид Бородатый Лувенский